# Ragazzo con aquila e cavaliere
Ragazzo con aquila e cavaliere è un'opera realizzata nel 1967 dal pittore spagnolo Pablo Picasso, facente parte di una collezione privata.

## Storia
L'opera venne realizzata da Picasso nel 1967 e, dopo essere stata esposta nella Galleria Rosengart di Lucerna e nella Galleria Annunciata di Milano, venne comprata dalla famiglia Orlandi nel 1972 e ubicata nella loro residenza, il castello Visconti-Dal Pozzo di Cassano Magnago.
Messa all'asta, il 6 novembre 2021 è stata venduta ad un collezionista privato al prezzo di € 630.000.

## Descrizione
Quest'opera, realizzata mediante matita colorata, appartiene al cosiddetto periodo "finale" di Picasso, dove il pittore vuole mettere in discussione l'arte, rappresentando soltanto l'essenziale.
Nel quadro vengono raffigurati un ragazzo che imbraccia un'aquila con a fianco un cavaliere. Quest'ultima figura, quella del cavallo e del cavaliere, è assai importante per Picasso: difatti, è una figura che viene rappresentata sin dal suo primo dipinto e che lo accompagnerà per tutte le epoche.
Questo dipinto si può considerare come una rilettura del cubismo, dove tutto è più libero e spontaneo, come si può notare dal soggetto che, sebbene sia deformato dalla decostruzione, risulta più realistico nell'espressione delle passioni.